# Cybaeus angustiarum
Cybaeus angustiarum is een spinnensoort in de taxonomische indeling van de waterspinnen (Cybaeidae).
Het dier behoort tot het geslacht Cybaeus. De wetenschappelijke naam van de soort werd voor het eerst geldig gepubliceerd in 1868 door Ludwig Carl Christian Koch.